# 저장 대학
저장 대학(절강 대학, 중국어 간체자: 浙江大学, 정체자: 浙江大學, 한어 병음: Zhèjiāng Dàxué, 웨이드-자일스: Che-chiang-ta-hsüeh), 때로는 저따(Zheda, 浙大)로 불리는 중국의 국립 대학교이다. 국가중점대학 중 하나이며, 중국판 아이비리그인 C9에 속해 있는 대학교들 가운데 하나이다.

## 연혁
1897년 설립된 절강 대학은 중국에서 베이징대학교 칭화대학교와 푸단대학교와 나란히 4대 명문 학교로 꼽힌다. 또한 화동지역5개 명문대학(华东五校）의 일원이다.
저장 대학(절강 대학)은 상하이 시내에서 고속철로 40분거리인 저장성 항저우시에 위치한다. 도서관은 6백 90만 권의 책을 보유하고 있다.
1897년 림치(Lin Qi, 林啓)는 항저우의 시장으로 구시서원(Qiushi Academy, 求是書院)을 설립하였다. 1902년 그것이 저장 대학당(절강 대학당)으로 개명되었다.

## 같이 보기
- 구교연맹